# Дантика, Эдвидж
Эдвидж Дантика́ (англ. Edwidge Danticat; 19 января 1969, Порт-о-Пренс) — американская писательница гаитянского происхождения.

## Биография
Выросла на Гаити в семье тётки, в 12 лет переехала к родителям в Нью-Йорк. Писать начала с детства. Училась в Барнард-колледже (Нью-Йорк) и Брауновском университете. Дебютировала автобиографическим романом «Дыхание, зрение, память» (1994), отмеченным премией за роман карибского писателя (1994), премией ГРАНТА молодому американскому романисту (1996) и выбранным Опрой Уинфри в книжном клубе её знаменитого телешоу (1998).
Несколько раз снялась в кино, в том числе, в двух фильмах Джонатана Демми — Любимая (1998) и Маньчжурский кандидат (2004).
Признание
Романы Дантика переведены на французский, немецкий, испанский, иврит. Она удостоена многих национальных и международных премий. В 2010 году журнал Foreign Policy включил писательницу в число 100 ведущих интеллектуалов современного мира. 
- Почётный доктор Йельского университета (2013)
- Vilcek Prize[англ.] по литературе одноимённого фонда (2020)

## Произведения
- Breath, Eyes, Memory (1994)
- Krik? Krak! (1995)
- The Farming of Bones (1998, исторический роман, Американская книжная премия, Международная премия Флайяно)
- Behind the Mountains (2002)
- After the Dance: A Walk through Carnival in Jacmel (2002)
- The Dew Breaker (2004, исторический роман)
- Anacaona: Golden Flower, Haiti, 1490 (2005, книга для детей)
- Brother, I’m dying (2007, мемуарная книга, Премия Национального круга книжных критиков)
- Твори опасно: художник-иммигрант за работой/ Create Dangerously: The Immigrant Artist at Work (2010, сборник эссе)
- Claire of the Sea Light (2013, роман)

Публикации на русском языке
- Леле. Рассказ